# Parigi-Camembert 1993
La Parigi-Camembert 1993, cinquantaquattresima edizione della corsa e valida come evento del circuito UCI categoria 1.3, si svolse il 13 aprile 1993, per un percorso totale di 200 km. Fu vinta dal kazako Oleg Kozlitine, al traguardo con il tempo di 5h05'15" alla media di 39,312 km/h.

## Ordine d'arrivo (Top 10)
| Pos. | Corridore          | Squadra   | Tempo    |
| ---- | ------------------ | --------- | -------- |
| 1    | Oleg Kozlitine     | Chazal    | 5h05'15" |
| 2    | Andrew Hampsten    | Motorola  | s.t.     |
| 3    | Laurent Bezault    | GAN       | s.t.     |
| 4    | Laurent Brochard   | Castorama | a 3"     |
| 5    | Marcel Wüst        | Novemail  | a 1'35"  |
| 6    | Norman Alvis       | Motorola  | a 2'01"  |
| 7    | Christophe Capelle | GAN       | a 2'54"  |
| 8    | Franck Pineau      | Chazal    | a 4'02"  |
| 9    | Paul Popp          | Varta     | s.t.     |
| 10   | Steve Bauer        | Motorola  | a 5'43"  |